# Xanthopimpla dorsigera
Xanthopimpla dorsigera är en stekelart som först beskrevs av Henri Saussure 1892.  Xanthopimpla dorsigera ingår i släktet Xanthopimpla och familjen brokparasitsteklar. Inga underarter finns listade i Catalogue of Life.